# Tetramerium tenuissimum
Tetramerium tenuissimum là một loài thực vật có hoa trong họ Ô rô. Loài này được Rose miêu tả khoa học đầu tiên năm 1895.